# Trurl
Trurl robotszereplő Stanisław Lem Kiberiáda című könyvében. Foglalkozását tekintve mérnök, aki különböző találmányai és alkotásai kapcsán mindig újabb kalandokba keveredik állandó társával, Klapanciusszal együtt. Időnként szaktanácsadást is vállal, például megismertette az acélkákat az átalányi lerovás-nak nevezett önvédelmi módszerrel.
Klapanciusszal együtt megújították az általános sárkányelméletet, a valószínűségi drakológia megteremtésével.

## Technikai alkotásai
- Olyan gép, amely minden s betűvel kezdődő dolgot el tud készíteni, például sódert, saroglyát, subát, seprűt, skatulyát, sáncot, spenótot, spinétet, salétromot, serpenyőt, sodrófát, sóhajt, sajkát, sámánt, sóbálványt, sikolyt, sellőt, sajtót, semlegességet. Klapanciusz kívánságára a semmit is elkezdi készíteni, de a világ totális pusztulása előtt leáll, azzal a feltétellel, hogy Klapanciusz elismeri szellemi nagyságát.
- Gondolkodó gép (hibás prototípus)
- Kívánságteljesítő gép, ajándékul Klapanciusznak (használat során tönkrement)
- Versíró gép, azaz Elektrubadúr – ennek elkezdéséhez áttanulmányozott nyolcszázhúsz tonna kibernetikai irodalmat és tizenkétezer tonna költeményt
- Negációs-dafkológ szuperfenevad, ezt Klapanciusszal együtt készítették Vérgőz király kérésére
- Valószínűségerősítő gép
- Hordozható bilaterális személyiségváltó, visszacsatolással
- Erotron, más néven Poligamizátor
- Bébivető ágyú
- Másodfajú Démon (nem tévesztendő össze az elsőfajú Maxwell-démonnal), amely előállít minden létező információt, többek között azt, hogy mennyi monszunpótlékot kap egy házmester Indokínában, és miért mondogatják a flamingóföldi guzurmánok, hogy „öreg csibésznek sötét a város”)
- Mesélőgép
- Tökéletes tanácsos

## Írott művei
- A mono- és policáj általános fenevadisztikai elméletének kifejtése, avagy Éta-méta-béta rekurzív funkciók a rendőri erők postai és fenevaderőkké való transzformációjának különleges esetében, üvegcsengők kiváltotta kompenzációs mezőben, két-három-négy-m-n kerekű, zöldre lakkozott, topológiai petróleumlámpával ellátott kordé, valamint figyelemelterelés végett rózsaszínűre festett ricinusolajjal működő diagonális mátrix használata mellett (Klapanciusszal közösen írta).